# Palácio do Partal

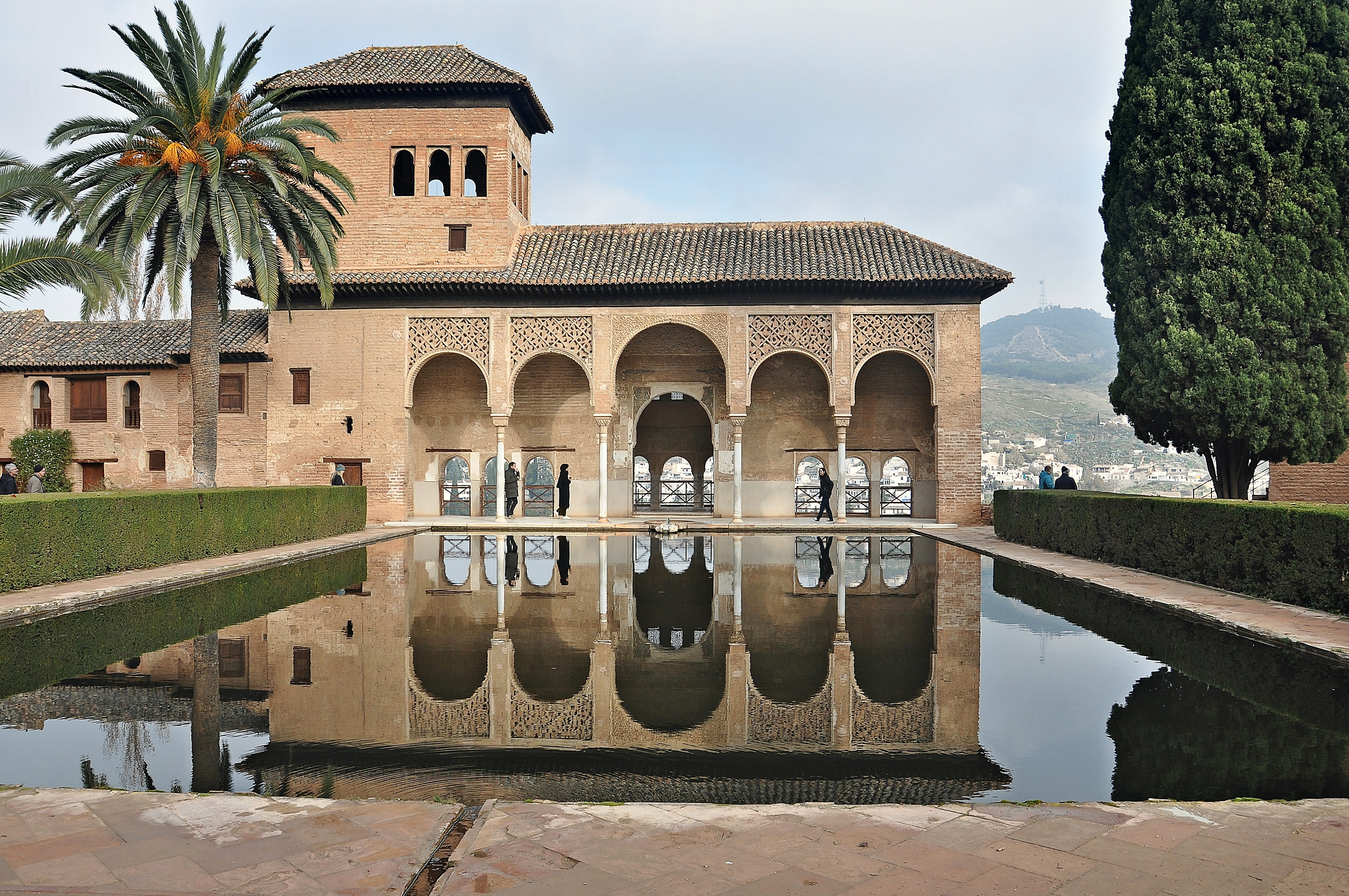
Palacio del Partal (imagem recente)Espanha

O Palácio do Partal (em castelhano:  El Palacio del Partal) é uma estrutura palaciana dentro do complexo da fortaleza de Alhambra, localizada em Granada, Andaluzia, em Espanha. Foi construído por Maomé III de Granada, que governou de 1302 a 1309.